# Ematurga contrasta
Ematurga contrasta là một loài bướm đêm trong họ Geometridae.